# Kamen Rider: Dragon Knight
Kamen Rider: Dragon Knight – amerykański serial telewizyjny, adaptacja japońskiej serii tokusatsu Kamen Rider Ryuki; jednocześnie dwunasty element cyklu Kamen Rider. Serial zadebiutował na antenie stacji The CW dnia 3 stycznia 2009 roku (jego premierę przesunięto z 13 grudnia roku 2008).